# Epidendrium
Epidendrium is een geslacht van slakken uit de familie van de Epitoniidae. De wetenschappelijke naam van het geslacht is voor het eerst geldig gepubliceerd in 2005 door A. Gittenberger & E. Gittenberger.

## Soorten
- Epidendrium aureum  Gittenberger & Gittenberger, 2005
- Epidendrium billeeanum (DuShane & Bratcher, 1965)
- Epidendrium dendrophylliae (Bouchet & Warén, 1986)
- Epidendrium parvitrochoides Nakayama, 2016
- Epidendrium reticulatum (Habe, 1962)
- Epidendrium sordidum Gittenberger & Gittenberger, 2005